# Vilson Basso
Vilson Basso SCI (ur. 16 lutego 1960 w Tuparendi) – brazylijski duchowny katolicki, sercanin, biskup Imperatriz od 2017.

## Życiorys
28 grudnia 1985 otrzymał święcenia kapłańskie w zakonie sercanów. Pracował głównie w zakonnych parafiach na terenie Brazylii. W latach 2007–2010 był wychowawcą zakonników w filipińskim Cagayan.
19 marca 2010 papież Benedykt XVI mianował go biskupem diecezji Caxias do Maranhão. Sakry biskupiej udzielił mu 30 maja 2010 arcybiskup Murilo Krieger.
19 kwietnia 2017 papież Franciszek mianował go biskupem ordynariuszem Imperatriz.